# Minas del Carmen
Las Minas del Carmen son un conjunto de galerías mineras e instalaciones anejas, hoy clausuradas, localizadas en El Marchal de Antón López, Enix, provincia de Almería, España. La mina era explotada principalmente para el beneficio de plomo.

## Historia
Estas explotaciones mineras fueron comenzadas a finales del siglo XIX, estando los inversores atraídos por la cantidad de explotaciones mineras exitosas existentes por toda la sierra de Gádor. Estas explotaciones provocaron la desaparición de gran parte del arbolado de la zona, para dar energía a la maquinaria empleada, hoy recordado por los topónimos de los enclaves cercanos. La empresa concesionaria de esta industria era Compañía Metalúrgica El Guindo, que clausuró las instalaciones hacia 1965. Las ruinas que se pueden encontrar a día de hoy corresponden a, aparte de las galerías, el lavadero del mineral, un plano inclinado, una tolva de gran tamaño y las escombreras. Estos restos forman parte del Patrimonio Inmueble de Andalucía desde 2004.

## Localización
La mayor parte de las instalaciones se encuentra aproximadamente a medio kilómetro al sur de la población de El Marchal de Antón López, una pedanía del municipio almeriense de Enix. Es accesible desde el carretera A-391, que cruza la sierra; y tomando el desvío hacia la localidad indicada. Existe una galería cuya entrada se realiza desde la parte posterior de la misma montaña, cuyo único acceso es a pie.

## Minerales beneficiados
Los principales minerales extraídos de las galerías fueron:
- Ankerita
- Dolomita
- Cerusita
- Fluorita
- Galena

También se tiene constancia de la extracción, en pequeñas cantidades, de plata.
La mena no era procesada in situ, sino que era transportada hasta la región de Murcia para la extracción del mineral.